# عصر حجر: نجات داینو و هاپی
«عصر حجر: نجات داینو و هاپی» (انگلیسی: The Flintstones: The Rescue of Dino & Hoppy) یک بازی ویدئویی در سبک سکوبازی
fictional crossover است که توسط متل و در سال ۱۹۹۱ و در پلت‌فرم سیستم سرگرمی نینتندو منتشر شده‌است.